# Дзагаризе
Дзагари́зе, Цагаризе (итал. Zagarise) — коммуна в Италии, располагается в регионе Калабрия, подчиняется административному центру Катандзаро.
Население составляет 1889 человек, плотность населения составляет 39 чел./км². Занимает площадь 48 км². Почтовый индекс — 88050. Телефонный код — 0961.
Покровителем коммуны почитается святой Панкратий Римский. Праздник ежегодно празднуется 9 июля.